# Tour Eria
Tour Eria je mrakodrap, v němž se nacházejí kanceláře, obchody a další aktivity, v obchodní čtvrti La Défense poblíž Paříže (přesně v Puteaux) ve Francii. Byl postaven v roce 2021 na místě budovy Tour Arago z roku 1964, demolované v roce 2017.
Zejména se má stát v září 2021 sídlem projektu „Campus Cyber“, o kterém rozhodl prezident republiky Emmanuel Macron, a mají v něm probíhat vzdělávací aktivity v oblasti kybernetické bezpečnosti.